# Krippy Kush
«Krippy Kush» es una canción de los cantantes puertorriqueños Farruko y Bad Bunny en colaboración con el jamaiquino Rvssian. Se estrenó como sencillo por Sony Music Latin el 3 de agosto de 2017.
La canción alcanzó la ubicación veinte en España, mientras que en Estados Unidos, se ubicó en la quinta posición en la lista de sencillos Hot Latin Songs de Billboard. En dicho país, se certificó con 16 discos de platino. Un remix con La colaboración de la rapera y cantautora Trinitense Nicki Minaj y 21 Savage o el Norteamericano Travis Scott se estrenó el 27 de noviembre de 2017.

## Antecedentes y lanzamiento
La canción fue escrita por Farruko junto a Bad Bunny en colaboración con Rvssian, Franklin Martínez y Thomas Richard. Debido a la buena recepción comercial del sencillo se realizaron dos remixes sobre la misma. El primero que incluye una colaboración con la Rapera y Cantautora trinitense Nicki Minaj y el rapero 21 Savage, mientras que en el segundo, el verso de 21 Savage es sustituido por uno del rapero Norteamericano Travis Scott. Está última versión cuenta con propio material audiovisual.

## Vídeo musical
El video de «Krippy Kush» se lanzó el 3 de agosto de 2017 en el canal de YouTube de Farruko. A octubre de 2021, el video musical de la canción tiene más de 750 millones de visitas en YouTube.
El 22 de diciembre de 2017 se lanzó un video para Remix, con Nicki Minaj y Travis Scott, que ha acumulado más de 125 millones de visitas hasta octubre de 2021.

## Remezclas
- Krippy Kush (Remix), Bad Bunny, Nicki Minaj & Farruko feat. Rvssian & 21 Savage
- Krippy Kush (Travis Scott Remix), Bad Bunny, Nicki Minaj & Farruko feat. Rvssian & Travis Scott

## Posicionamiento en listas
| Listas (2017)                      | Mejor posición |
| ---------------------------------- | -------------- |
| Colombia (National-Report)         | 25             |
| El Salvador (Monitor Latino)       | 15             |
| España (PROMUSICAE)                | 20             |
| Estados Unidos (Billboard Hot 100) | 75             |
| Estados Unidos (Hot Latin Songs)   | 5              |
| Puerto Rico (Monitor Latino)       | 8              |

## Certificaciones
| País (organismo certificador) | Certificación       | Unidades certificadas |
| ----------------------------- | ------------------- | --------------------- |
| Estados Unidos (RIAA)         | 16× Platino (Latin) | 960 000               |
| México (AMPROFON)             | 2× Platino + Oro    | 150 000               |